# Маракеш експрес
Маракеш Експрес је италијански филм снимљен 1989. године у режији Габријела Салватореса. Заједно са филмовима "Медитеран" и "Пуерто Ескондидо" чини трилогију у којој доминира тема бега од реалности.

## Радња
Марка, младог инжењера, посећује у Милану Тереза која се представља као Рудијева вереница. Руди је Марков друг са студија. Прошло је доста времена од кад су се последњи пут видели. Тражи од њега на зајам тридесет милиона лира како би извукла Рудија из затвора у Маракешу, у Мароку. Марко нема толики новац и одлучује да окупи другаре са факултета: Маурицијa Понкја, Паолинa е Чедрa. Упркос премишљањима, решили су да крену на пут за Мароко.
На путовању су се сусретали са различитим изазовима. Упадали су у разне авантуре. Стижу у Маракеш и откривају да новац није био намењен пуштању Рудија из затвора, већ куповању машине за проналазак воде у пустињи, која је неопходна за узгој наранџи.
Ово путовање и искуство које су стекли утицало је на саме протагонисте приче. Паолино и Чедро који нису годинама причали (Паолино је узео за жену бившу Чедрову девојку, због чега се овај појавио на дан венчања и пребио га) помирили су се. Понкја који је на самом почетку био најнеповерљивији према поново окупљеном друштву, на крају бива најсрећнији због тога што су се окупили поново. Супротно од Марка. Он је све организовао, намучио се да убеди остале да пристану. На крају се највише разочарао оним што их је чекало у пустињи. Схватио је да су све сви променили и да се неће више никад поновити оно што су заједно проживљавали кад су били млади. Руди је остварио своју замисао. Његови пријатељи се враћају у Италију. На крају, ипак, Паолино и Чедро одлучују да остану у пустињи још неко време. 

## Занимљивости
- Сцене су снимане у Италији, Француској, Шпанији и Мароку.[2]

## Улоге
| Глумац              | Улога   |
| ------------------- | ------- |
| Дијего Абатантуоно  | Понкја  |
| Фабрицијо Бентивољо | Марко   |
| Кристина Марсиљач   | Тереза  |
| Ђузепе Чедерна      | Паолино |
| Масимо Вентуријело  | Руди    |
| Ђиђо Алберти        | Чедро   |